# Verwaltungsgemeinschaft Lichtenau
Die Verwaltungsgemeinschaft Lichtenau im mittelfränkischen Landkreis Ansbach wurde im Zuge der Gemeindegebietsreform am 1. Mai 1978 gegründet und zum 1. Januar 1980 bereits wieder aufgelöst.
Der Verwaltungsgemeinschaft hatten die Marktgemeinde Lichtenau und die Gemeinde Sachsen b.Ansbach angehört.